# Милош Трифуновић (фудбалер)
Милош Трифуновић (рођен 15. октобра 1984. у Београду) је бивши српски фудбалер. Играо је на позицији нападача.

## Каријера
Трифуновић је играо за кадете Бежаније када га је Тома Милићевић приметио и позвао да пређе у Црвену звезду. У омладинцима црвено-белих су му саиграчи били Баста, Јанковић, Мрђа, Перовић... Ипак тада није заиграо за први тим Звезде, већ са 18 година почиње сениорску каријеру у екипи Рибнице из Мионице. Након тога игра и за ФК Београд, Јединство из Бијелог Поља. Током 2006. је играо у Шведској за Карлштад, али се убрзо вратио у Србију и заиграо за Борац из Чачка. Следе неколико добрих сезона у Јавору где је пружао добре партије у Суперлиги. Трифуновић је 30. децембра 2009. постао члан Црвене звезде. У дресу Звезде је одиграо 26 лигашких утакмица и постигао 8 голова.

## Успеси

### Клупски
Црвена звезда
- Куп Србије (1) : 2009/10.

Бунјодкор
- Првенство Узбекистана (1) : 2011.